# Isogo-ku (Yokohama)
Isogo-ku (磯子区?) es uno de los 18 distritos administrativos que conforman la ciudad de Yokohama, la capital de la prefectura de Kanagawa, Japón. Tenía una población estimada de 166 435 habitantes el 1 de septiembre de 2020 y una densidad de población de 8737 personas por km².

## Geografía
Isogo-ku está localizado en la parte oriental de la prefectura de Kanagawa, y en la esquina sureste de la ciudad de Yokohama. El área es en gran parte plana, con pequeñas colinas dispersas. Limita al este con la bahía de Tokio, así como con los barrios de Naka, Minami, Kanazawa, Sakae y Kōnan.

## Demografía
Según los datos del censo japonés, la población de Isogo-ku ha crecido ligeramente en los últimos 40 años.
| 156,586                                    | 162,484 | 168,846 | 168,568 | 165,015 | 163,525 | 163,237 | 166,229 | 166,657 | 166,410 |
| (Fuente: Oficina de Estadísticas de Japón) |         |         |         |         |         |         |         |         |         |